# Sandstrand, Helsingfors

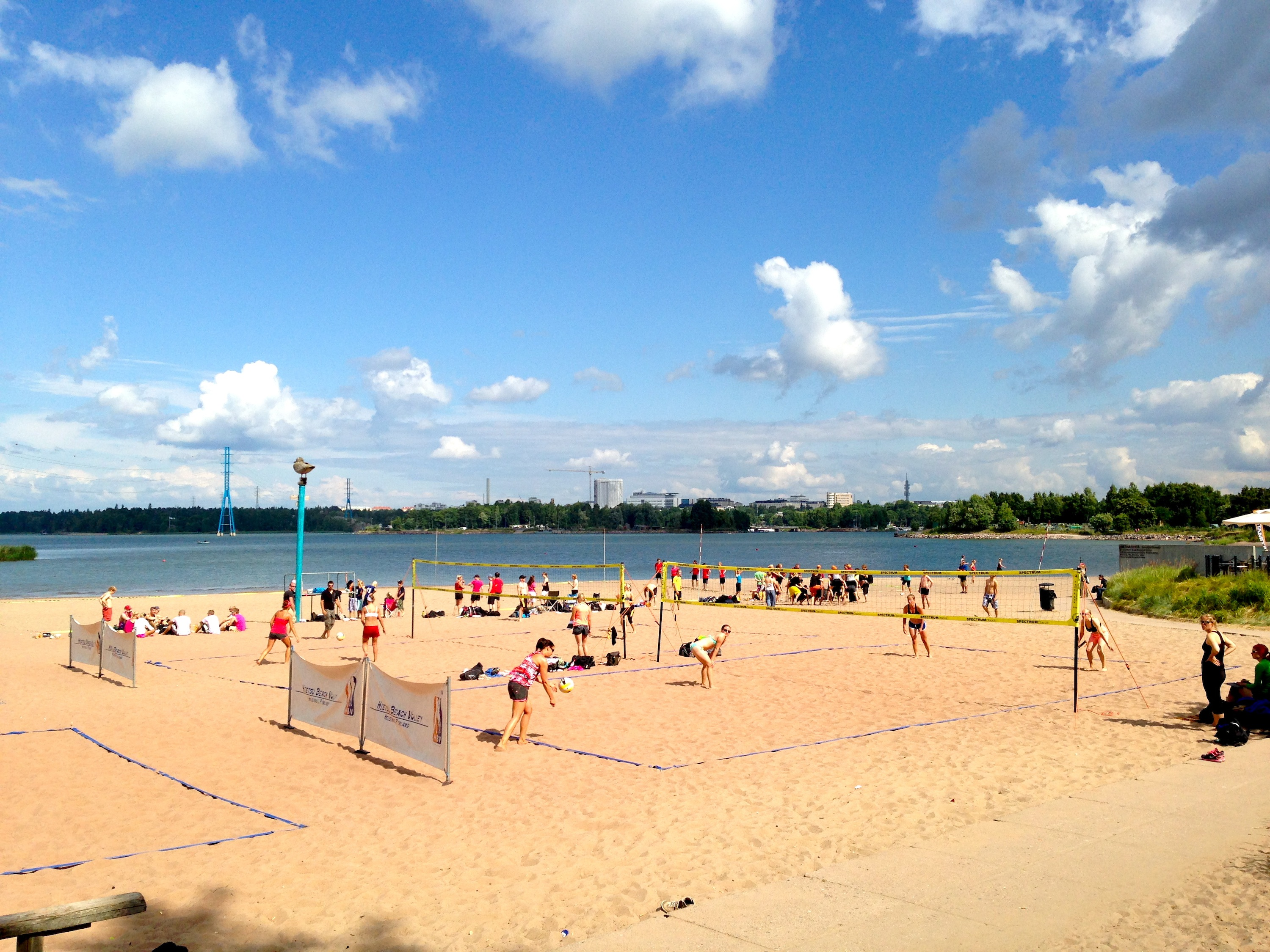
Beachvolleyboll på Sandstrand 2013.

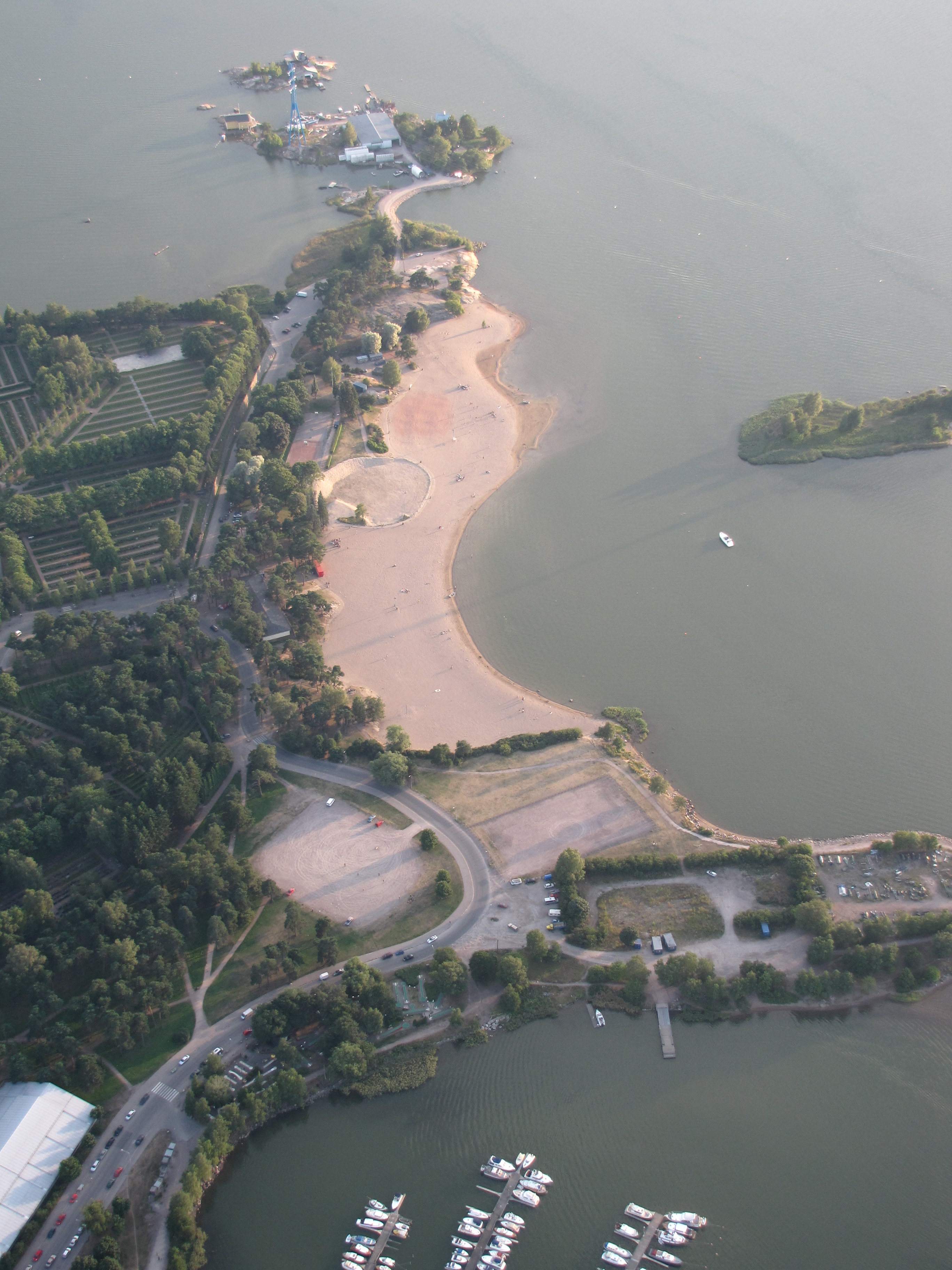
Sandstrand från luften

Sandstrand, eller Sandstrands badstrand, (finska: Hietaranta eller populärt Hietsu) är en bevakad badplats vid Fölisöfjärden på Sandudd i Främre Tölö i Helsingfors.
Vid stranden finns Sandudds paviljong, en tidiigare omklädningspaviljong från 1930, som restaurerats 2014–16. Det finns också en modern omklädnings- och kafébyggnad, som ägs av Helsingfors stad och invigdes 2011.
På upphöjningen nära stranden finns ett solur i sten från 1931, som utformats av medaljskulptören Gerda Qvist (1883-1957).